# 岡本勇
岡本 勇（おかもと いさむ、1930年3月3日 - 1997年11月16日）は、日本の考古学者。

## 略歴
神奈川県横須賀市生まれ。1952年明治大学文学部史学地理学科卒業、1954年明治大学大学院文学研究科考古学専攻修士課程修了。1964年立教大学専任講師、1966年助教授、1974年辞職。横浜市立大学、立教大学などで講師を務めた。
1953年から1954年にかけて、八ヶ岳南麓長野県南佐久郡南牧村の矢出川遺跡の発掘調査で日本最初の細石刃を芹沢長介、地元の考古学研究家由井茂也らと共に発見した。
1960年代、横浜市北部埋蔵文化財調査委員会に参加し、開発に呑み込まれる横浜市北部の遺跡（青葉区内の朝光寺原遺跡や稲荷前古墳群など）を数多く発掘調査し保存活動に尽力した。また1970年代～80年代には港北ニュータウン開発に伴い、同調査委員会傘下の港北ニュータウン埋蔵文化財調査団を組織し、現・都筑区内の200箇所を越える遺跡（港北ニュータウン遺跡群）の調査を主導した。